# Riu Morkoka
El riu Morkoka (rus: Река́ Морко́ка) és un llarg riu localitzat a la Sibèria asiàtica, un afluent per la dreta del riu Markhà, afluent del riu Viliüi, al seu torn, afluent per l'esquerra del riu Lena en el seu curs baix. Té una longitud de 841 km i drena una conca de 32.400 km² (major que països com Bèlgica o Lesotho).
Administrativament, el riu Morkoka discorre íntegrament per la república de Sakhà de la Federació Russa.

## Geografia
El riu Morkoka neix a la part central de l'altiplà Viliüi, al límit centroccidental de la república de Sakhà. Discorre al seu tram inicial en direcció SSE, per després tornar-se cap a l'est un curt tram. Segueix després una altra vegada cap a regions més meridionals, gairebé en direcció cap al sud. Passa per les petites localitats d'Andigda, Ulajan-Kiuief, Meguedjei i Uola-Donaven. Torna a girar cap a l'est, entrant ja en el seu tram final i passant per Malikai, Kubalai i Ulgumdjai, per desembocar per l'esquerra en el riu Markhà, una mica més a baix de la localitat de Salkani. En tot el seu curs no passa per cap ciutat d'importància, ja que discorre per una regió plana i pantanosa.
El riu està gelat des de principis d'octubre a la fi de maig.
Els seus principals afluents són els rius Morkoka-Martxarata i Tangtxan.